# Spartacus de Paris
Gli Spartacus de Paris sono stati una squadra di football americano di Parigi, in Francia.

## Storia
La squadra è stata fondata nel 1980 e ha chiuso nel 1993. Ha vinto 2 volte il campionato nazionale.
Nel 1990 hanno assorbito i Challengers de Paris e nel 1993 sono confluiti nel Team Paris con gli Anges Bleus de Joinville e i Frelons de Paris.

## Palmarès
- 1 Casco d'Oro (primo livello) (1982, 1983)